# Madigan de père en fils
 (février 2023).
Si vous disposez d'ouvrages ou d'articles de référence ou si vous connaissez des sites web de qualité traitant du thème abordé ici, merci de compléter l'article en donnant les références utiles à sa vérifiabilité et en les liant à la section « Notes et références ».
Pour les articles homonymes, voir Madigan.
Madigan de père en fils (Madigan Men) est une série télévisée américaine en 12 épisodes de 26 minutes, créée par Cindy Chupack dont 9 épisodes ont été diffusés entre le 6 octobre et le 18 décembre 2000 sur le réseau ABC.
En France, la série a été diffusée à partir du 21 juin 2002 sur Série Club.

## Distribution
- Gabriel Byrne (VF : Gabriel Le Doze) : Ben Madigan
- Roy Dotrice (VF : Pierre Hatet) : Seamus Madigan
- John Hensley (VF : Christophe Lemoine) : Luke Madigan
- Grant Shaud (VF : Daniel Lafourcade) : Alex Resetti
- Sabrina Lloyd (VF : Barbara Tissier) : Wendy Lipton

## Épisodes
1. Titre français inconnu (Pilot)
2. Titre français inconnu (Irish Men Can't Jump)
3. Titre français inconnu (Dearly Deported)
4. Titre français inconnu (Love and Dermatology)
5. Titre français inconnu (Bechelors)
6. Titre français inconnu (Love's Labor Lost)
7. Titre français inconnu (Three Guys, a Girl, and a Conversation Nook)
8. Titre français inconnu (The Kid's Alright)
9. Titre français inconnu (Meet the Wolfes)
10. Titre français inconnu (White Knight)
11. Titre français inconnu (The Strike)
12. Titre français inconnu (Like Father, Like Son)